# Saint-Martin-du-Tertre (Yonne)
Saint-Martin-du-Tertre és un municipi francès, situat al departament del Yonne i a la regió de Borgonya - Franc Comtat. L'any 2007 tenia 1.515 habitants.

## Demografia

### Població
El 2007 la població de fet de Saint-Martin-du-Tertre era de 1.515 persones. Hi havia 626 famílies, de les quals 158 eren unipersonals (71 homes vivint sols i 87 dones vivint soles), 226 parelles sense fills, 194 parelles amb fills i 48 famílies monoparentals amb fills.
La població ha evolucionat segons el següent gràfic:
Habitants censats

### Habitatges
El 2007 hi havia 683 habitatges, 632 eren l'habitatge principal de la família, 15 eren segones residències i 36 estaven desocupats. 649 eren cases i 31 eren apartaments. Dels 632 habitatges principals, 550 estaven ocupats pels seus propietaris, 72 estaven llogats i ocupats pels llogaters i 10 estaven cedits a títol gratuït; 4 tenien una cambra, 28 en tenien dues, 155 en tenien tres, 185 en tenien quatre i 261 en tenien cinc o més. 527 habitatges disposaven pel capbaix d'una plaça de pàrquing. A 250 habitatges hi havia un automòbil i a 320 n'hi havia dos o més.

### Piràmide de població
La piràmide de població per edats i sexe el 2009 era:
| Homes | Edats   | Dones |
| ----- | ------- | ----- |
| 0     | 95 o +  | 0     |
| 0     | 90 a 94 | 0     |
| 0     | 85 a 89 | 8     |
| 8     | 80 a 84 | 12    |
| 40    | 75 a 79 | 44    |
| 20    | 70 a 74 | 32    |
| 20    | 65 a 69 | 28    |
| 24    | 60 a 64 | 28    |
| 44    | 55 a 59 | 36    |
| 68    | 50 a 54 | 52    |
| 76    | 45 a 49 | 76    |
| 64    | 40 a 44 | 52    |
| 52    | 35 a 39 | 52    |
| 52    | 30 a 34 | 48    |
| 36    | 25 a 29 | 36    |
| 40    | 20 a 24 | 20    |
| 68    | 15 a 19 | 20    |
| 60    | 10 a 14 | 60    |
| 40    | 5 a 9   | 68    |
| 40    | 0 a 4   | 44    |

## Economia
El 2007 la població en edat de treballar era de 984 persones, 703 eren actives i 281 eren inactives. De les 703 persones actives 634 estaven ocupades (323 homes i 311 dones) i 70 estaven aturades (32 homes i 38 dones). De les 281 persones inactives 148 estaven jubilades, 71 estaven estudiant i 62 estaven classificades com a «altres inactius».

### Ingressos
El 2009 a Saint-Martin-du-Tertre hi havia 636 unitats fiscals que integraven 1.574 persones, la mediana anual d'ingressos fiscals per persona era de 19.275 €.

### Activitats econòmiques
Dels 50 establiments que hi havia el 2007, 1 era d'una empresa alimentària, 8 d'empreses de construcció, 11 d'empreses de comerç i reparació d'automòbils, 2 d'empreses de transport, 1 d'una empresa d'hostatgeria i restauració, 3 d'empreses immobiliàries, 9 d'empreses de serveis, 11 d'entitats de l'administració pública i 4 d'empreses classificades com a «altres activitats de serveis».
Dels 11 establiments de servei als particulars que hi havia el 2009, 1 era una funerària, 2 tallers de reparació d'automòbils i de material agrícola, 1 autoescola, 1 paleta, 2 guixaires pintors, 1 fusteria, 1 lampisteria, 1 perruqueria i 1 saló de bellesa.
Dels 2 establiments comercials que hi havia el 2009, 1 era una llibreria i 1 una botiga d'equipament de la llar.
L'any 2000 a Saint-Martin-du-Tertre hi havia 8 explotacions agrícoles.

## Equipaments sanitaris i escolars
L'únic equipament sanitari que hi havia el 2009 era una farmàcia.
El 2009 hi havia 1 escola maternal i 1 escola elemental.

## Poblacions més properes
El següent diagrama mostra les poblacions més properes.